# خازن الکترولیتی

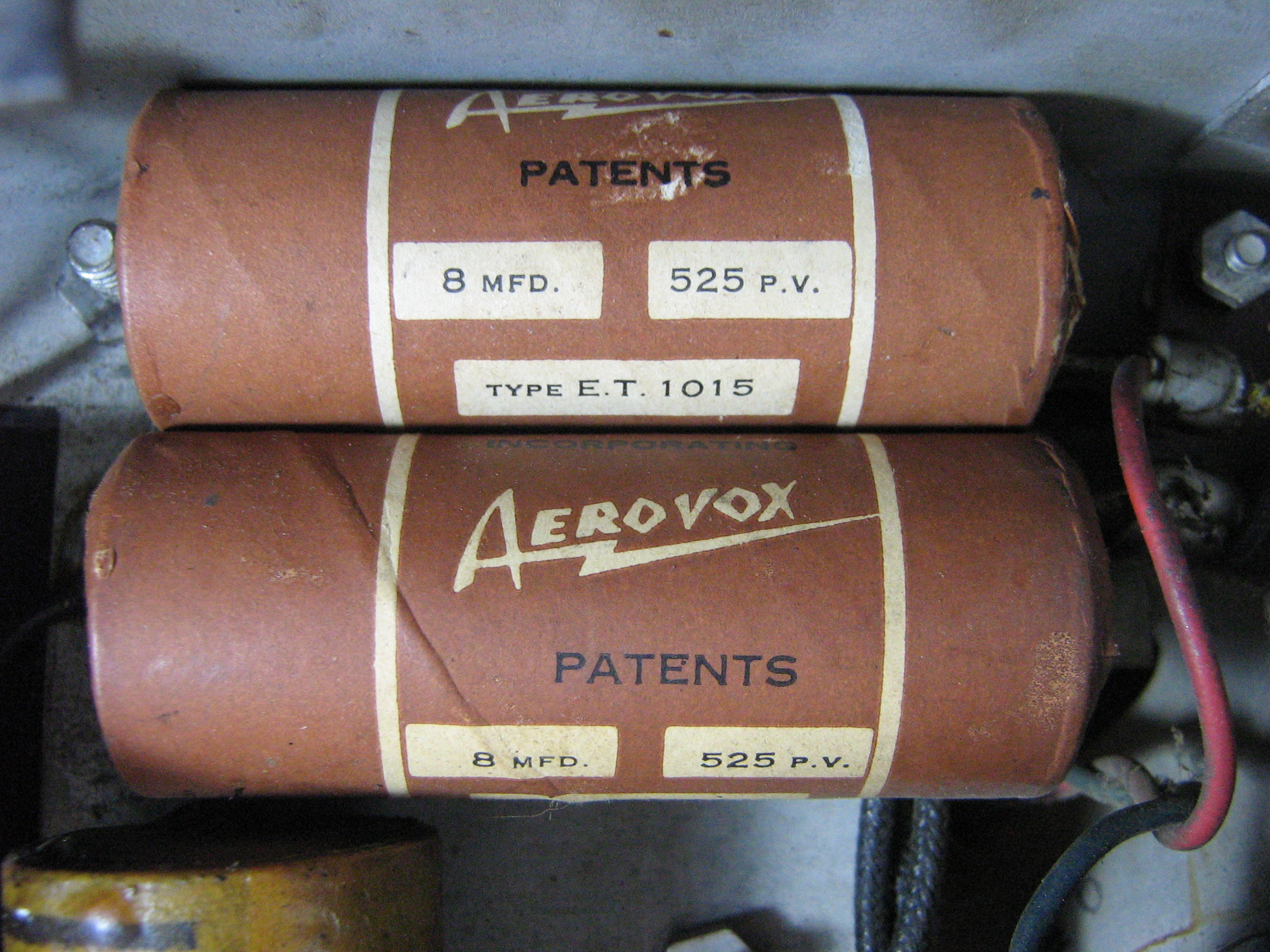
خازن الکترولیتی با محفظه سربی در رادیوی لامپ خلاء ۱۹۳۰

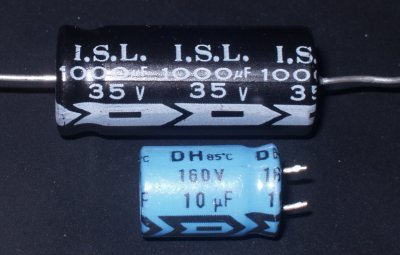
۲ خازن (خازن هم محور بالایی و خازن رادیال در پایین)

۵ نمایی از ساختار یک خازن الکترولیتی و فرایند تشکیل لایه اکسید بر سطح فلز آند.

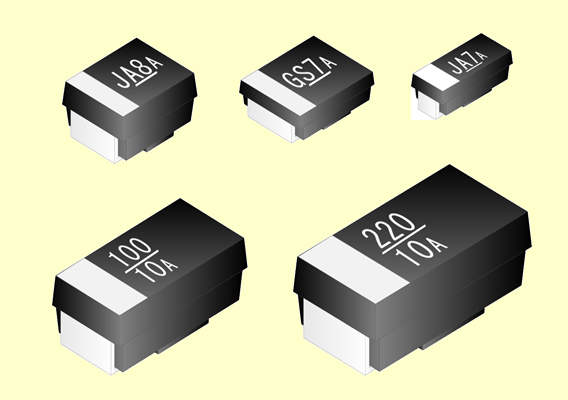
۶ خازن‌های الکترولیتی نوع نیوبیوم.

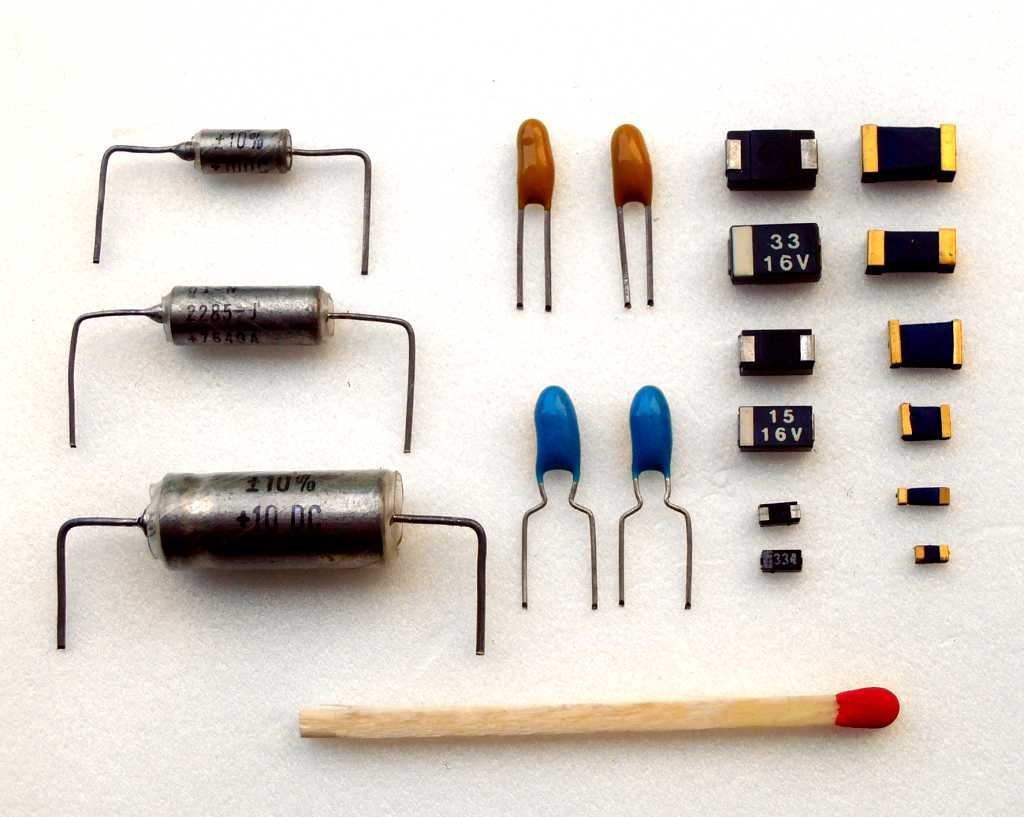
۷ خازن‌های الکترولیتی نوع تانتالیوم.

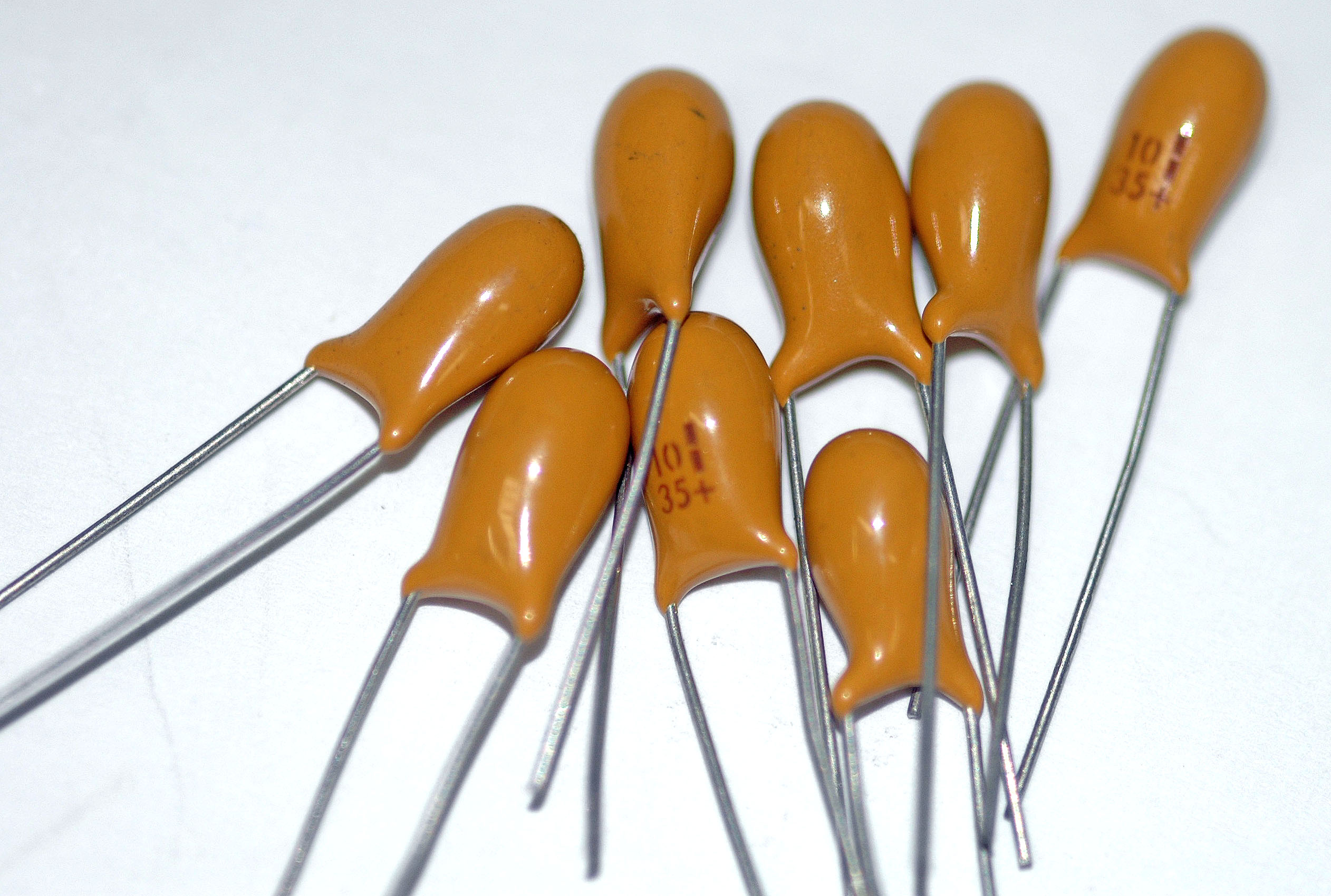
۸ خازن‌های ۱۰ µF نوع تانتالیوم.

خازن الکترولیتی نوعی از خازن است که از مایع رسانای یونیزه شده در آن استفاده شده و بیشترین میزان ذخیره برق را نسبت به خازن‌های دیگر دارد. این خازن‌ها با جابه‌جا بستن پایه‌هایشان جریان زیادی را به خود وارد کرده و منفجر می‌شوند. تعریف دیگری که می‌توان برای خازن‌های الکترولیتی کرد، این است که این خازن‌ها از نوع پلاریزه می‌باشند. یعنی خازن دارای یک قطب مثبت و یک قطب منفی دائمی بوده و بر خلاف خازن‌های نوع دیگر، نمی‌توان جای این دو قطب را با هم عوض نمود. به همین دلیل هم از لحاظ الکتریکی نمی‌توان خازن‌های الکترولیتی را در یک مدار معکوس بست، به طوری که قطب مثبت آن به منفی منبع ولتاژ و قطب منفی آن به مثبت منبع ولتاژ DC وصل گردد. بسته به مقدار ولتاژ و قدرت منبع و همچنین مدّت زمان قرار گرفتن خازن در این حالت، امکان دارد که خازن آسیب ببیند، داغ شود و حتّی منفجر گردد. به همین دلیل طرز اتصال خازن‌های الکترولیتی بر روی بدنه آن‌ها مانند تصویر شکل ۳ علامت گذاری می‌شود. باید یادآوری شود که از آنجایی که در ولتاژ AC پلاریته یا قطب‌های منبع، پیوسته در حال تغییر هستند، اتصال خازن‌های الکترولیتی به منبع ولتاژ AC می‌تواند همان عوارض ناشی از برعکس بسته شدن خازن الکترولیتی به منبع DC به ویژه انفجار آن را در پی داشته باشد.

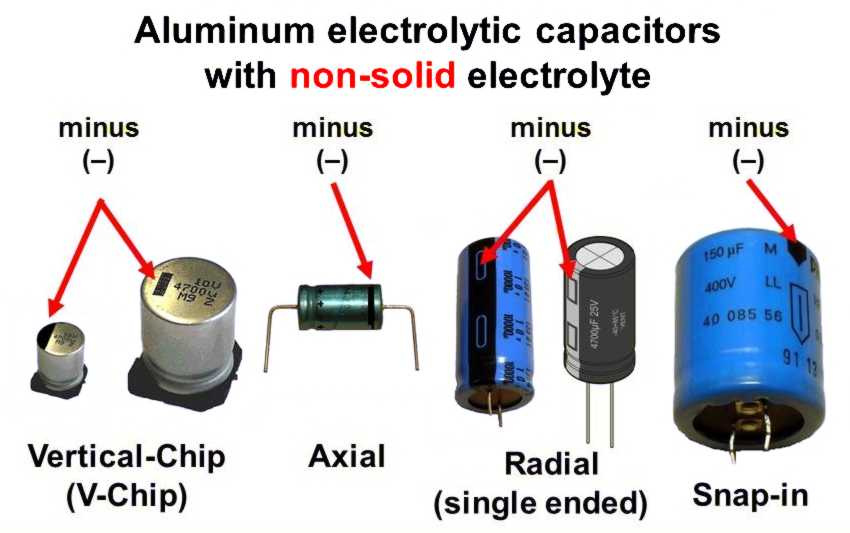
۳ نحوه علامت گذاری قطب‌ها بر روی بدنه خازن‌های الکترولیتی با الکترولیت مایع

ساختمان خازن الکترولیتی خازن‌های الکترولیتی نیز مانند بقیه خازن‌ها دارای یک آند و یک کاتد می‌باشند که توسط یک ماده عایق از هم جدا می‌شوند. آند معمولاً از یک صفحه فلزی تشکیل می‌شود. در طی فرایند آندش Anodization یک لایه اکسید بر روی صفحه فلزی آند، تشکیل می‌گردد. این لایه اکسید، نقش عایق را در خازن الکترولیتی به عهده دارد. در این خازن، کاتد عبارت است از یک الکترولیت که ممکن است به صورت جامد، مایع یا ژلاتینی باشد. این الکترولیت لایه اکسید را تحت پوشش گرفته و نقش صفحه کاتد را در خازن الکترولیتی به عهده دارد. به دلیل نازک بودن لایه اکسید میان صفحه فلزی آند و الکترولیت از یک طرف و همچنین سطح زیاد آند از طرف دیگر، ظرفیت خازن الکترولیتی در مقایسه با خازن‌های سرامیکی یا خازن فیلمی، بسیار بزرگتر می‌باشد.
انواع خازن الکترولیتی خازن‌های الکترولیتی را می‌توان به سه نوع عمده تقسیم‌بندی نمود که عبارتند از:
۱ — خازن‌های الکترولیتی گروه آلومینیوم که به خازن‌های الکترولیتی آلومینیومی موسوم می‌باشندو آند آن‌ها از آلومینیوم خالص ساخته شده‌است. در این گروه خازن‌ها، عایق خازن از تشکیل اکسید آلومینیوم، به وجود می‌آید. الکترولیت این خازن‌ها هم معمولاً به صورت جامد می‌باشد.
۲– خازن‌های الکترولیتی تانتالیوم که معروف به خازن‌های تانتالیوم بوده و آند در این نوع خازن از جنس فلز تانتالیوم و به صورت گوی یا استوانه می‌باشد. بر روی تانتالیوم یک لایه اکسید نازک به عنوان عایق به کار برده شده که الکترولیتی به صورت مایع به عنوان کاتد آن را دربرگرفته‌است.
۳– خازن‌های الکترولیتی نیوبیوم Niobium در این نوع خازن‌ها آند از فلزی به نام نیوبیوم که از لحاظ شیمیایی مانند تانتالیوم است ساخته می‌شود. عایق نیز از تشکیل پنتااکسید نیوبیوم بر روی آند به وجود می‌آید. کاتد در این خازن نیز از الکترولیت در حالت جامد تشکیل شده‌است. از این خازن معمولاً در مدارات چاپی SMD استفاده می‌شود. تهیه نیوبیوم از تانتالیوم با دسترسی بهتری انجام می‌شود.

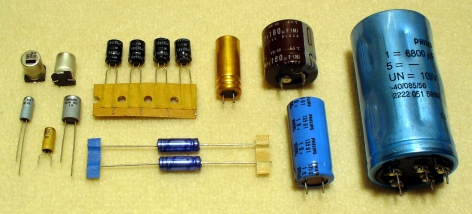
۴ انواع خازن‌های الکترولیتی آلومینیومی.